# Língua rangpuri
Rajbangshi, Rangpuri ou Kamatapuri, é uma língua bengali-assamesa falado pelo povo Rajbongshi na Índia e em Bangladesh. Muitos são bilíngues em bengali ou assamês.

## Nomes
Rangpuri tem vários nomes. Em Bangladesh, isso inclui  Rangpuri, Kamtapuri, Rajbongshi  e  Polia . Na Índia, há  Kamtapuri, Rajbongshi, Rajbanshi, Goalparia, Surjapuri, Koch Rajbanshi . Em Assam é conhecido como Koch-Rajbongshi e |Goalpariya (que também é conhecido como Deshi bhasha). Em Bihar é conhecido como Surjapuri ou Rajbanshi.

Koch Rajbongshi em escrita Assamesa
Rajbanshi em Devanagari

## Dialetos
Os dialetos principais são Rajbanshi Ocidental, Rajbanshi Central e Rajbanshi Oriental.
O dialeto central tem a maioria dos falantes e é bastante uniforme. Existem publicações neste idioma. O dialeto ocidental tem mais diversidade. A semelhança lexical é de 77 a 89% entre os três dialetos. Rajbonshi compartilha 48 a 55% de seu vocabulário com Assamês e Bengali e 43 a 49% com Maithili e Nepalês.

## Escritas
A língua é escrita tanto em escrita Devanagari ou escrita Assamesa (na Índia, como em alfabeto bengali (em Bangladesh)

## Comparação com línguas relacionadas
| Português            | Kamarupi          | Kamarupi                | Rarhi            | Vangiya               |
| Português            | Kamtapuri         | Assamese                | Bengali          | Sylheti               |
| -------------------- | ----------------- | ----------------------- | ---------------- | --------------------- |
| Eu faço              | Muĩ korong        | Moe korü̃/korönɡ         | Ami kori         | Mui/Ami xorí          |
| Eu estou fazendo     | Muĩ koria asong   | Moe kori asü̃/asöng      | Ami korchhi      | Mui/Ami xoriar/xorram |
| Eu fazia             | Muĩ korisong      | Moe korisü̃/korisöng     | Ami korechhi     | Mui/Ami xor(i)si      |
| I Eu fiz             | Muĩ korilung      | Moe korilü̃/korilöng     | Ami kôrlam       | Mui/Ami xorlam        |
| I Eu fiz (há tempos) | Muĩ korisilung    | Moe korisilü̃/korisilong | Ami korechhilam  | Mui/Ami xors(i)lam    |
| I Eu estava fazendo  | Muĩ koria asilung | Moe kori asilü̃/asilöng  | Ami korchhilam   | Mui/Ami xorat aslam   |
| I Eu vou fazer       | Muĩ korim         | Moe korim               | Ami korbo        | Mui/Ami xormu         |
| I Eu estarei fazendo | Muĩ koria thakim  | Moe kori thakim         | Ami korte thakbo | Mui/Ami xorat táxmu   |

## Amostra de texto
Devanagari
गटे लोकला मान आर अधिकारेर आधारत् जन्मजात स्वतन्त्र आर समान हचे। अमाहालार बुद्धि आर बिचार लिए आसाल रहचे आर एक आपसत् भाइभाइर ब्यबहार करुबा लागे।
Transliteração
Gôṭe loklā mān ār ôdhikārer ādhārôt jônmojāto shôtôntro ār sômān hôce. Āmāhālār buddhi ār bicār lie āsāl rôhce ār æk āpôsôt bhaibhair bæbôhār korubā lāge.
Tradução
Todos os seres humanos nascem livres e iguais em dignidade e direitos. Eles são dotados de razão e consciência e devem agir em relação uns aos outros em espírito de fraternidade. (Artigo 1 da Declaração Universal dos Direitos Humanos)